# Eupithecia compsodes
Eupithecia compsodes är en fjärilsart som beskrevs av Edward Meyrick 1891. Eupithecia compsodes ingår i släktet Eupithecia och familjen mätare. Inga underarter finns listade i Catalogue of Life.